# バイバイ (7!!の曲)
「バイバイ」は、日本の3ピースロック・バンドseven oops（7!!）の3rdシングルである。インディーズデビューから通算4枚目のシングルで、2011年11月2日にEpic Recordsから発売された。

## 概要
表題曲は堀田きいち原作のTX系テレビアニメ『君と僕。』のオープニングテーマに起用された。かつて片思いをしていた人に偶然再会したことで、当時は分からなかった相手の優しさに気づき、その恋が思い出に変わっていくという切ない物語を歌っている。作詞・作曲はギターのMICHIRU（2017年に脱退）。女優の石原さとみが楽曲のストーリーをもとにしたオリジナルの脚本で主演を演じたショートフィルムが制作されたことでも話題を集めた。カップリング曲の「愛の言葉」はTBSの夏の参加型イベント『夏サカス2011～笑顔の扉～』のフィーチャリングソング。作詞・作曲はベースのKEITAであり、両曲ともに男性メンバーが作詞・作曲している。販売形態は期間限定生産盤（アニメ盤）と通常盤の2種があり、期間限定生産盤のみアニメのショートドラマと主題歌のオープニングサイズのバージョンが収録されている。着うたではシングル発売に先行する10月26日から配信された。また、現在YouTubeで公開されているミュージックビデオは、楽曲が2013年のファーストアルバム『ドキドキ』に収録された際、他の収録曲とともに公開されたショートバージョンである。

## 制作
原曲はseven oopsがメジャーデビューする前からライブで歌い続けていた曲で、アレンジと歌詞に若干の変更があるのを除けばほぼ完成されていた曲だという。MICHIRUは「マイナス１℃」で始まる印象的な歌詞が沖縄で生まれた背景をインタヴューで聞かれて、ある日ふと思いついたフレーズであり、もともと別の曲で使っていたが合わなかったため、新曲を作る過程でこのフレーズを口ずさんでいると歌メロができて、そこからこの楽曲が生まれたと語っている。ヴォーカルのNANAEによるとフレーズが生まれたのはちょうど仙台でのライブに参加した時期であり、そのとき翌年の山形の雪まつりでのライブで歌ってほしいとオファーが来た。ところがそのライブステージは雪が吹雪く寒さの中で行われたので、その時のイメージが強かったのではないかと語っている。

## ミュージックビデオ
ミュージックビデオは石原さとみ主演のショートフィルムが制作された。「バイバイ」で歌われた女性のイメージが石原さとみに一致したため、seven oopsから石原に出演をオファーしたところ、歌詞に共感した石原が承諾したことでコラボが実現した。石原さとみが音楽関係の映像に出演するのは2009年の青山テルマの『忘れないよ』以来4度目である。共演は俳優の田中圭。石原が演じたのはかつての片思いが忘れられない女性が、数年たってから相手の男性の思いに気づき、雨の中で涙を流すという役で、田中圭とのキスシーンも熱演している。撮影は10月上旬に行われ、石原が涙を流すワンシーンが放送されると反響を呼び、11月8日のニコニコ生放送の特番でショートフィルムのフルバージョンが放送された際には2万人のユーザーが視聴に訪れた。撮影後、石原はあのとき思いを伝えることができていたら違う未来があったのではないかとコメント、また映像を見て涙を流したドラムのMAIKOは、誰かの前に進むきっかけになってほしいとコメントしている。

## チャート成績
チャート成績はオリコンで33位。Billboard Japanでは10月31日に初登場し（65位）、その後順位を上げてシングル発売後の11月14日に最高の8位を記録、またBillboard Japan Hot Animationでは2週に渡って1位を記録した（3週目に『ONE PIECE』の主題歌「ウィーゴー!」に1位を譲るが2位を記録）。

## 収録曲
| #         | タイトル                                                             | 作詞・作曲 | 編曲                                 | 時間  |
| --------- | -------------------------------------------------------------------- | ---------- | ------------------------------------ | ----- |
| 1.        | 「バイバイ」(テレビアニメ『君と僕。』オープニングテーマ)             | MICHIRU    | 7!!、HIRONOBU HIRATA&SHUNSUKE SUZUKI | 5:01  |
| 2.        | 「愛の言葉」                                                         | KEITA      |                                      | 4:06  |
| 3.        | 「『君と僕。』ショートドラマ」(期間生産限定盤のみ)                   |            |                                      | 5:27  |
| 4.        | 「バイバイ」(『君と僕。』オープニングバージョン。期間生産限定盤のみ) |            |                                      | 1:33  |
| 5.        | 「バイバイ（instrumental）」                                         |            |                                      | 4:59  |
| 合計時間: | 合計時間:                                                            | 合計時間:  | 合計時間:                            | 21:06 |

## 収録アルバム
| 曲名     | アルバム     | 発売日       | 備考               |
| -------- | ------------ | ------------ | ------------------ |
| バイバイ | 『ドキドキ』 | 2013年3月6日 | オリジナルアルバム |